# Vantoux-et-Longevelle
Vantoux-et-Longevelle – miejscowość i gmina we Francji, w regionie Burgundia-Franche-Comté, w departamencie Górna Saona.
Według danych na rok 1990 gminę zamieszkiwało 118 osób, a gęstość zaludnienia wynosiła 12 osób/km² (wśród 1786 gmin Franche-Comté Vantoux-et-Longevelle plasuje się na 625. miejscu pod względem liczby ludności, natomiast pod względem powierzchni na miejscu 445.).